# (10120) Ypres
(10120) Ypres est un astéroïde de la ceinture principale.

## Description
(10120) Ypres est un astéroïde de la ceinture principale. Il fut découvert le 18 décembre 1992 à Caussols par Eric Walter Elst. Il présente une orbite caractérisée par un demi-grand axe de 3,18 UA, une excentricité de 0,07 et une inclinaison de 10,5° par rapport à l'écliptique.

## Compléments